# Sedgefield (borough)
Sedgefield – były dystrykt w hrabstwie Durham w Anglii. W 2001 roku dystrykt liczył 87 206 mieszkańców.

## Civil parishes
- Bishop Middleham, Bradbury and the Isle, Chilton, Cornforth, Ferryhill, Fishburn, Great Aycliffe, Middridge, Mordon, Sedgefield, Shildon, Spennymoor, Trimdon i Windlestone[2].